# Lò phản ứng kim loại lỏng
Lò phản ứng kim loại lỏng là một kiểu lò phản ứng hạt nhân tiên tiến sử dụng kim loại hóa lỏng làm chất dẫn nhiệt và làm mát. Lò phản ứng kim loại lỏng được sử dụng đầu tiên là để chạy các tàu ngầm sau đó được nghiên cứu để phục vụ cho việc phát điện. Nó có lợi thế là an toàn vì không cần phải có áp lực nên nó sẽ không bị nổ tung nếu rò rỉ, kim loại tản nhiệt rất nhanh vì thế khi bị rò rỉ nó sẽ rắn lại ngay lấp khe hở và tạo ra năng lượng cao hơn nhiều so với việc làm mát bằng nước. Nhược điểm của nó là khó kiểm tra vì lò phản ứng đầy kim loại lỏng nóng và đục nên không thể thấy tình trạng bên trong của lò phản ứng, khó sản xuất vì tùy vào đặc tính của loại kim loại được sử dụng mà việc chọn, sản xuất và sử dụng loại nhiên liệu phóng xạ phù hợp cũng như chọn vật liệu để làm vỏ lò phản ứng sẽ là một vấn đề rắc rối.

## Thiết kế
Tất cả các lò phản ứng kim loại lỏng đều là dạng lò phản ứng neutron nhanh hầu hết các lò phản ứng neutron nhanh đều là dạng lò phản ứng tái sinh nhanh hay động cơ tàu. Các kim loại lỏng được sử dụng cần các đặc tính truyền nhiệt tốt. Lõi lò phản ứng neutron nhanh có xu hướng tạo ra rất nhiều nhiệt trong một không gian nhỏ nếu so sánh với các loại lò phản ứng khác. Việc hấp thụ neutron mức độ càng thấp càng tốt là tiêu chuẩn mong muốn của bất kỳ chất làm mát nào trong các lò phản ứng nhưng nó đặc biệt quan trọng trong loại lò phản ứng nhanh này khi mà nó tạo ra rất nhiều neutron và việc giữ được các neutron này càng lâu càng tốt sẽ là lợi thế của nó. Vì các neutron di chuyển càng chậm thì càng dễ bị hấp thu, nên chất làm mát lý tưởng là chất có khả năng giảm tốc của neutron thấp. Nhưng điểm quan trọng khác của chất làm mát này là nó sẽ không ăn mòn quá mạnh cấu trúc của lò phản ứng và nhiệt độ tan chảy cùng nhiệt độ sôi của nó thích hợp cho hoạt động của lò phản ứng.
Chất làm mát lý tưởng là loại không bao giờ bị sôi lên do nó sẽ giãn nở và tìm đường rò rỉ ra ngoài dẫn tới việc thiếu hụt chất làm mát do một phần kim loại sẽ bốc hơi mất cũng như kim loại khi rò rỉ ra ngoài sẽ đông cứng trám chỗ nứt lại nên sẽ tạo ra chỗ nứt khác khiến cho vỏ lò bị biến dạng. Ngược lại nếu kim loại không bị sôi thì nó có thể duy trì áp lực trong lò một cách ổn định cho dù nó nóng đến đâu sẽ làm giảm nguy cơ tụt giảm kim loại, vì thế loại kim loại được chọn thường có nhiệt độ nóng chảy và nhiệt độ sôi cách nhau khá xa. Một số mẫu thiết kế dự định nhúng hệ thống trao đổi nhiệt vào chất lỏng làm mát bên ngoài, nhưng nó có nguy cơ là kim loại tản nhiệt ra quá nhanh khiến nó đông cứng lại trong lò phản ứng.

## Các loại kim loại lỏng làm mát
Mặc dù nước trên lý thuyết có thể sử dụng trong dạng lò neutron nhanh nhưng nó lại có khả năng giảm tốc của neutron cao và hấp thu chúng. Điều này làm giảm tuổi thọ của thanh nhiên liệu trầm trọng nếu dùng nước. Dạng lò này có thể tỏa nhiệt rất mạnh mà điểm sôi của nước rất thấp nên áp suất trong lò sẽ luôn rất cao và nguy hiểm vì thế kim loại có nhiệt độ nóng chảy thấp đã được chọn để thay thế.

### Thủy ngân
Mẫu thử nghiệm đầu tiên của dạng lò phản ứng này là Clementine, nó sử dụng thủy ngân để làm chất tản nhiệt. Nó được xem là một lựa chọn hiển nhiên vì thủy ngân nóng chảy trong nhiệt độ phòng. Tuy nhiên nó gặp một loạt các rắc rối là thủy ngân có độc tính cao, nhiệt độ sôi thấp, độ ăn mòn và thẩm thấu quá mạnh cũng như khả năng giảm tốc của neutron cao nên thủy ngân không còn được dùng để làm chất tản nhiệt cho loại lò phản ứng kim loại lỏng nữa.

### Natri và NaK
Natri và NaK không ăn mòn thép và tương thích với nhiều loại nhiên liệu hạt nhân, cho phép có nhiều lựa chọn về vật liệu để chế tạo lò phản ứng nó có nhiệt độ nóng chảy và nhiệt độ sối cách nhau khá xa nên sẽ có áp lực ổn định. Các nguyên tử natri là nặng hơn nhiều so với cả hai nguyên tử oxy và hiđrô có trong nước do đó các neutron mất ít năng lượng trong các va chạm với các nguyên tử Natri. Tuy nhiên nó có thể bốc cháy một cách tự nhiên khi tiếp xúc với không khí và phản ứng mãnh liệt với nước để tạo ra hiđrô vì thế nó sẽ gây thiếu hụt trầm trọng chất làm mát nếu bị rò rỉ và gây nổ nếu có nước ở gần đó nên nó cần các biện pháp phòng ngừa hỏa hoạn đặc biệt. Ngoài ra khi neutron di chuyển tiếp xúc với Natri dạng lỏng sẽ tạo ra phản ứng làm toàn bộ số natri lỏng đó trở thành chất phóng xạ, tuy nhiên khả năng phóng xạ này chỉ là tạm thời nó sẽ mất khả năng phóng xạ trong vòng 15 giờ.

### Chì
Chì có tính chất hoàn hảo đối với các neutron như khả phản xạ cao và hấp thu thấp, cũng như chính nó là một lá chắn bức xạ rất mạnh chống lại các tia gamma. Nhiệt độ sôi cao cung cấp lợi thế về độ an toàn ngay cả khi nhiệt độ vượt điều kiện hoạt động bình thường vài trăm độ và tốc độ tuần hoàn cao. Tuy nhiên nhiệt độ nóng chảy và áp suất của chì hơi cao vì thế sẽ gây khó khăn khi tiếp nhiên liệu cho lò phản ứng. Hợp kim giữa chì và bismuth đã được phát triển, hợp kim này có nhiệt độ nóng chảy thấp hơn chì nguyên chất dù vẫn giữ được các đặc tính của chì nhưng nó có nhược điểm là khả năng ăn mòn cao với hầu hết các vật liệu dùng làm lò phản ứng.

## Động cơ
Tàu ngầm K-27 của Liên Xô và tất cả các tàu ngầm lớp Alfa đều sử dụng lò phản ứng hợp kim chì-bismuth hóa lỏng (lò phản ứng VT-1 sử dụng trên K-27, lò phản ứng BM-40A và OK-550 sử dụng trên các tàu Alfa).
Tàu ngầm USS Seawolf (SSN-575) của Hoa Kỳ thiết kế sử dụng lò phản ứng Natri hóa lỏng. Nó đã được đưa vào biên chế năm 1957 nhưng gặp vấn đề lớn trong việc ổn định nhiệt độ của lò phản ứng khiến nó trở nên quá nóng. Nên đã buộc phải thay lò phản ứng Natri lỏng bằng lò phản ứng nước áp lực.

## Thử nghiệm và chế tạo máy phát điện
Chương trình thử nghiệm lò phản ứng Natri đã được thực hiện tại khu vực thí nghiệm Santa Susana tiến hành bởi Atomics International một chi nhánh của North American Aviation. Tháng 7 năm 1959 đã xảy ra một tai nạn nghiêm trọng làm 13 trong số 43 thanh nhiên liệu bị nóng chảy giải thoát một lượng lớn khí nhiễm xạ. Lò phản ứng sau đó được sửa chữa và đưa vào hoạt động trở lại vào tháng 9 năm 1960 sau đó ngừng hoạt động năm 1964. Tổng cộng nó đã tạo ra 37 GW-h điện trong suốt cuộc thử nghiệm.
Cơ quan Năng lượng nguyên tử Vương quốc Anh đã tiến hành thử nghiệm lò phản ứng tái sinh nhanh tại Dounreay sử dụng NaK làm chất tản nhiệt từ năm 1959 đến năm 1977 nó đã tạo ra 600 GW-h để hòa vào lưới điện trong suốt cuộc thử nghiệm.
Liên Xô đã chế tạo ra hai lò phản ứng tạo ra điện là BN-350 và BN-600, BN-600 gây được sự chú ý của quốc tế những nước cũng có các lò phản ứng tái sinh nhanh với công suất 600 MW, việc cải tiến nó đang được Nga, Pháp, Nhật Bản và Anh đang cùng hợp tác tham gia thực hiện. Lò phản ứng BN-800 của Nga đang là lò phản ứng tái sinh nhanh lớn nhất với công suất 880 MW và lò phản ứng BN-1200 đang được chế tạo dự định đi vào hoạt động trong khoảng năm 2018-2020 sẽ có công suất khoảng 1200 MW.
Hoa Kỳ cũng đã chế tạo hai loại lò phản ứng là EBR-I với công suất 200 kW và EBR-II với công suất 62,5 MW sử dụng NaK làm chất tản nhiệt.